# Holly Hunter
Holly Paige Hunter (Conyers, Georgia; 20 de marzo de 1958) es una actriz y productora estadounidense. Comenzó en películas de cine independiente junto a los Hermanos Coen, pero pronto se colocó en la primera fila de Hollywood por su fuerte carácter delante de las cámaras, pues es una actriz que suele interpretar personajes de mujeres decididas e inteligentes. En 1987 deslumbró en la comedia periodística Broadcast News y en 1993 recibió los máximos reconocimientos por su actuación en The Piano, entre ellos el Oscar, el Globo de Oro y el premio en el Festival de Cine de Cannes. También fue considerada para el Óscar por la exitosa La tapadera (1993) y la independiente Thirteen (2003), ambas como secundaria.
Otras de sus películas más reconocidas son Raising Arizona (1987), Always (1989), Copycat (1995), Crash (1996), O Brother, Where Art Thou? (2000), Nueve vidas (2005) y Batman v Superman: Dawn of Justice (2016). También en la televisión ha logrado éxitos, pues obtuvo un Emmy por la película de televisión Roe vs. Wade, en 1989, además de conseguir otras siete nominaciones por distintos telefilmes y por la serie que protagonizó entre 2007 y 2010 Salvando a Grace.
Es reconocida por no trabajar demasiado pero, al mismo tiempo, por no tener problemas en aceptar todo tipo de papeles en cualquier tipo de películas, ya sean protagonistas en grandes producciones como secundarios en cintas de poco presupuesto, siempre que el personaje, el director o el guion le interesen. De este modo ha logrado trabajar con los directores más importantes, como Steven Spielberg, Jane Campion, Sydney Pollack o los Hermanos Coen, y otros más alternativos, como David Cronenberg, Catherine Hardwicke o Rodrigo García Barcha, amasando una carrera interesante, comprometida y absolutamente diversa.

## Biografía
Nació en Conyers, Georgia, y es la menor de siete hermanos. Holly es irreligiosa.  Después de que sus padres la animaran a ser actriz, Hunter se trasladó a Pittsburgh para estudiar interpretación en la Universidad Carnegie Mellon. Se graduó en 1980 y se mudó a Nueva York, donde tuvo un encuentro fortuito con un conocido escritor de teatro en un ascensor que había quedado bloqueado. Así fue como se la contrató para varias obras de ese escritor.
En 1982, Hunter se trasladó a Los Ángeles, deseosa de trabajar en el cine. Su primer papel principal lo consiguió en 1987, en la película Raising Arizona. Previamente había intervenido en otras películas interpretando papeles de menor importancia. Ese mismo año actuó en Broadcast News, con William Hurt, y fue nominada al Óscar como mejor actriz principal. Seis años después ganó el Óscar como mejor actriz por su interpretación de una mujer inglesa muda, que se casa con un hombre en Nueva Zelanda en la película The Piano. Al ser Hunter una excelente pianista, fue ella misma la que tocó el piano en la película. En ese mismo año fue nominada también como mejor actriz de reparto por su papel en la película The Firm, protagonizada por Tom Cruise.
Hunter elige cuidadosamente los guiones en el cine, y ha mantenido en todo momento un alto nivel en sus interpretaciones, lo que la ha convertido en una estrella muy popular y muy apreciada, tanto por el público, como por los críticos y los directores de cine. Además de sus películas, Hunter ha aparecido también en varias películas para la televisión, en las que ha realizado interpretaciones igualmente sobresalientes. Por su trabajo en televisión ha ganado ya dos premios Emmy.
Hunter se casó en 1995 con Janusz Kamiński, un director de fotografía. Después de varias separaciones temporales, el matrimonio se divorció definitivamente en 2001.

## Filmografía

### Cine
| Año  | Título                                     | Personaje          | Director                      |
| ---- | ------------------------------------------ | ------------------ | ----------------------------- |
| 1981 | The Burning                                | Sophie             | Tony Maylam                   |
| 1984 | Chicas en pie de guerra                    | Jeannie Sherman    | Jonathan Demme                |
| 1987 | Broadcast News                             | Jane Craig         | James L. Brooks               |
| 1987 | Arizona Baby                               | Ed                 | Hermanos Coen                 |
| 1987 | Final de trayecto                          | Charlotte          | Jay Russell                   |
| 1989 | Always                                     | Dorinda Durston    | Steven Spielberg              |
| 1989 | Miss América                               | Carnelle Scott     | Thomas Schlamme               |
| 1989 | Animal Behavior                            | Coral Grable       | Jenny Bowen y Kjehl Rasmussen |
| 1991 | Querido intruso                            | Renata Bella       | Lasse Hallström               |
| 1993 | The Piano                                  | Ada McGrath        | Jane Campion                  |
| 1993 | The Firm                                   | Tammy Hemphill     | Sydney Pollack                |
| 1995 | Copycat                                    | MJ Monahan         | Jon Amiel                     |
| 1995 | Home for the Holidays                      | Claudia Larson     | Jodie Foster                  |
| 1996 | Crash                                      | Helen Remington    | David Cronenberg              |
| 1997 | A Life Less Ordinary                       | O'Reilly           | Danny Boyle                   |
| 1998 | Living Out Loud                            | Judith O'Moore     | Richard LaGravenese           |
| 1999 | Se busca mujer                             | Emma Riley         | Kiefer Sutherland             |
| 1999 | Jesus' Son                                 | Mira               | Alison Maclean                |
| 2000 | Things You Can Tell Just by Looking at Her | Rebecca Waynon     | Rodrigo García Barcha         |
| 2000 | Timecode                                   | Renee Fishbine     | Mike Figgis                   |
| 2000 | O Brother!                                 | Penny              | Hermanos Coen                 |
| 2002 | El compromiso                              | Mona Camp          | Brad Silberling               |
| 2003 | Levity                                     | Adele Easley       | Ed Salomon                    |
| 2003 | Thirteen                                   | Melanie Freeland   | Catherine Hardwicke           |
| 2004 | Las novias de mi novio                     | Barb               | Nick Hurran                   |
| 2004 | Los increíbles                             | Elastigirl (voz)   | Brad Bird                     |
| 2005 | Un golpe de suerte                         | Margaret Barnell   | Mark Mylod                    |
| 2005 | Nueve vidas                                | Sonia              | Rodrigo García Barcha         |
| 2012 | Jackie                                     | Jackie             | Antoinette Beumer             |
| 2012 | No nos moverán                             | Evelyn Riske       | Daniel Barnz                  |
| 2013 | Paradise                                   | Melanie Mannerheim | Diablo Cody                   |
| 2014 | Manglehorn                                 | Dawn               | David Gordon Green            |
| 2016 | Strange Weather                            | Darcy Baylor       | Katherine Dieckmann           |
| 2016 | Batman contra Superman                     | Senadora Finch     | Zack Snyder                   |
| 2017 | A pedazos                                  | Eleanor Weller     | Andrew Wagner                 |
| 2017 | Song to Song                               | Miranda            | Terrence Malick               |
| 2017 | The Big Sick                               | Beth               | Michael Showalter             |
| 2018 | Los Increíbles 2                           | Elastigirl (voz)   | Brad Bird                     |
| 2025 | The Electric State                         | Madeline Vance     | Anthony y Joe Russo           |
| TBA  | Hurricanna                                 | TBA                | Francesca Gregorini           |

### Televisión
| Año       | Título                           | Rol                      | Episodios                |
| --------- | -------------------------------- | ------------------------ | ------------------------ |
| 1983      | Svengali                         | Leslie                   | Película para televisión |
| 1983      | Cinthia                          | Karen                    | Película para televisión |
| 1984      | Urge matar                       | Wynn Nolen               | Película para televisión |
| 1987      | Viejos recuerdos de Luisiana     | Candy Marshall           | Película para televisión |
| 1989      | Más allá de la justicia          | Ellen Russell / Jane Roe | Película para televisión |
| 1992      | Locamente enamorada              | Georgie Symonds          | Película para televisión |
| 1993      | ¿Matamos a la animadora?         | Wanda Holloway           | Película para televisión |
| 2000      | La guerra del Condando de Harlan | Ruby Kincaid             | Película para televisión |
| 2001      | When Billie Beat Bobby           | Billie Jean King         | Película para televisión |
| 2007-2010 | Salvando a Grace                 | Grace Hanadarko          | 46 episodios             |
| 2013      | Bonnie & CLyde                   | Emma Parker              | 2 episodios              |
| 2013      | Top of the Lake                  | GJ                       | 6 episodios              |
| 2018      | Here and Now                     | Audrey Bayer             | 10 episodios             |
| 2019      | Succession                       | Rhea Jarrell             | 6 episodios              |
| 2020      | La ley de Comey                  | Sally Yates              | 2 episodios              |
| 2021-2022 | Mr. Mayor                        | Arpi Meskimen            | 20 episodios             |
| 2026      | Star Trek: Starfleet Academy     | Canciller Nahla Ake      | TBA                      |

## Premios y nominaciones
Premios Óscar
| Año  | Categoría               | Película       | Resultado |
| ---- | ----------------------- | -------------- | --------- |
| 1988 | Mejor actriz            | Broadcast News | Nominada  |
| 1994 | Mejor actriz de reparto | The Firm       | Nominada  |
| 1994 | Mejor actriz            | The Piano      | Ganadora  |
| 2004 | Mejor actriz de reparto | Thirteen       | Nominada  |

Premios BAFTA
| Año  | Categoría               | Película  | Resultado |
| ---- | ----------------------- | --------- | --------- |
| 1994 | Mejor actriz de reparto | The Firm  | Nominada  |
| 1994 | Mejor actriz            | The Piano | Ganadora  |
| 2004 | Mejor actriz de reparto | Thirteen  | Nominada  |

Premios Globo de Oro
| Año        | Categoría                            | Trabajo                                                                       | Resultado |
| Cine       | Cine                                 | Cine                                                                          | Cine      |
| ---------- | ------------------------------------ | ----------------------------------------------------------------------------- | --------- |
| 1988       | Mejor actriz - Comedia o musical     | Broadcast News                                                                | Nominada  |
| 1994       | Mejor actriz - Drama                 | The Piano                                                                     | Ganadora  |
| 2004       | Mejor actriz de reparto              | Thirteen                                                                      | Nominada  |
| Televisión |                                      |                                                                               |           |
| 1990       | Mejor actriz - Miniserie o telefilme | Roe vs. Wade                                                                  | Nominada  |
| 1994       | Mejor actriz - Miniserie o telefilme | The positively true adventures of the alleged Texas cheerleader-murdering mom | Nominada  |
| 2001       | Mejor actriz - Miniserie o telefilme | Harlan County War                                                             | Nominada  |
| 2008       | Mejor actriz - Serie dramática       | Saving Grace                                                                  | Nominada  |

Premios del Sindicato de Actores
| Año        | Categoría                            | Trabajo         | Resultado |
| Cine       | Cine                                 | Cine            | Cine      |
| ---------- | ------------------------------------ | --------------- | --------- |
| 2004       | Mejor actriz de reparto              | Thirteen        | Nominada  |
| 2018       | Mejor actriz de reparto              | The Big Sick    | Nominada  |
| Televisión |                                      |                 |           |
| 2008       | Mejor actriz - Serie dramática       | Saving Grace    | Nominada  |
| 2009       | Mejor actriz - Serie dramática       | Saving Grace    | Nominada  |
| 2010       | Mejor actriz - Serie dramática       | Saving Grace    | Nominada  |
| 2014       | Mejor actriz - Miniserie o telefilme | Top of the Lake | Nominada  |

Festival Internacional de Cine de Cannes
| Año  | Categoría    | Película | Resultado |
| ---- | ------------ | -------- | --------- |
| 1993 | Mejor Actriz | El Piano | Ganadora  |

Festival Internacional de Cine de Berlín
| Año  | Categoría                                       | Película              | Resultado |
| ---- | ----------------------------------------------- | --------------------- | --------- |
| 1988 | Oso de Plata a la mejor interpretación femenina | Al filo de la noticia | Ganadora  |